# 스티브 칼턴
스티븐 노먼 칼턴(Steven Norman Carlton, 1944년 12월 22일 ~ )은 전 미국의 프로 야구 선수로 왼손 잡이 투수로 활약하였고, 1994년 미국 야구 명예의 전당으로 헌액되었다. 휩쓰는 커브, 강력한 패스트볼과 압도적인 슬라이더와 함께 무장한 그는 "레프티(Lefty)"란 별명을 얻어 4개의 사이 영 상과 자신의 경력에서 4000개 이상의 스트라이크아웃과 300개 이상의 우승을 얻었다.
10회의 올스타 선수였던 그는 자신의 경력에서 5000개 이상의 이닝들에 기록되었고, 뛰어난 형상에 이루어지며 자신의 40대로 들어가면서 투수를 맡았다. 그는 1965년 세인트루이스 카디널스와 함께 자신의 메이저 리그 베이스볼 경력을 시작하여 1988년 미네소타 트윈스와 함께 은퇴하였다. 그 사이에 그는 시카고 화이트삭스, 샌프란시스코 자이언츠와 클리블랜드 인디언스를 위하여 투구하였으나 필라델피아 필리스와 함께 자신의 15년간 활약으로 가장 잘 알려졌다.

## 어린 시절
플로리다주 마이애미에서 태어난 칼턴은 마이애미 - 데이드 커뮤니티 칼리지에서 수학하는 동안에 1963년 5천 달러의 보너스를 위하여 세인트루이스 카디널스와 함께 계약을 맺었다. 1964년 그는 시초적으로 자신이 1.03의 방어율과 함께 10 승 1 패로 간 노스캐롤라이나주의 록힐에 놓였다. 그는 위니펙으로 전진하여 한해 만에 AAA 털사로 모든 방향을 이루었다.

## 프로 경력

### 세인트루이스 카디널스
칼턴은 1965년 4월 12일 자신의 메이저 리그 베이스볼 데뷔를 하였으나 1966년 후순까지 순회에서 정규적 자리를 찾지 않았다. 1967년으로 봐서 칼턴은 카디널스의 페넌트 우승 팀의 완전한 일부였다. 10월 9일 칼턴은 보스턴 레드삭스를 상대로 월드 시리즈의 5번째 경기를 시작하는 데 투수판을 차지하였다. 3개의 안타들을 허용한 6개의 이닝들로 가는 데 불구하고 칼턴은 아직도 패배와 함께 신임을 얻었다. 그럼에 불구하고, 카디널스는 7개의 경기들에서 아직도 시리즈를 차지할 수 있었다.
1968년 그는 자신의 10개의 올스타 경기들 중 1번째로 선발되었다. 그는 2.99의 방어율과 함께 13 승 11 패의 기록을 수집하고, 다시 한번 카디널스를 월드 시리즈로 이끌었다. 카디널스가 7개의 경기들에서 디트로이트 타이거스에게 패하면서 그는 그 시리즈에서 4개의 이닝들 만을 투구하였다. 월드 시리즈가 끝난 후, 일본을 순회하는 동안 칼턴은 자신이 곧 익힌 투구인 슬라이더와 함께 실험을 시작하였다.
새로운 투구와 함께 칼턴은 1969년 자신의 방어율을 2.17로 삭감하여 210명의 타자들을 스트라이크아웃 시키는 동안 자신의 기록을 17 승 11 패로 향상시켰다. 그는 올스타 경기에 2번째로 도달하였고, 9월 15일 뉴욕 메츠를 상대로 9개의 이닝 경기에서 19개와 함께 가장 많은 스트라이크아웃을 위한 메이저 리그 기록을 세웠다.
칼턴은 자신을 메이저 리그 베이스볼의 지배적인 투수들 중의 하나로 보왔고, 1970년 시즌 이전에 샐러리가 오르는 데 자신이 권리를 가졌다고 생각하였다. 그는 자신의 샐러리가 2만 6천 달러에서 5만 달러로 오르기를 원하였으나 경영자측은 동의하지 않았다. 결국적으로 봄 훈련의 의미있는 상속을 놓친 후, 그는 2년 동안 9만 달러를 위하여 계약을 맺었다. 준비 시간의 잃음은 칼턴의 기계적과 새롭게 개발한 투구를 던져버리고, 그 시즌에 그는 주요 단계의 후진을 차지하여 3.73의 방어율과 함께 10 승 19 패로 끝냈다.
1971년 시즌을 위하여 칼턴은 일시적으로 함께 슬라이더를 던지는 것을 멈추었고, 그러면서 아직도 자신의 20개의 우승 캠페인을 이길 수 있었다. 다시 칼턴은 샐러리 상승에 권리를 가진 것 같은 느낌이 들었으나 이번에는 한해에 6만 5천 달러를 위해서였다. 다시 한번 카디널스는 불동의하였고, 팀은 투수 릭 와이즈를 위하여 필라델피아 필리스로 칼턴을 이적시키는 데 선택하여 야구 역사상 가장 일방적 이적들 중의 하나로 크게 숙고되었다.
와이즈가 자신의 2번째 시즌에서 올스타 팀으로 선발된 동안에 그는 카디널스와 2년 만을 보내면서 23 승 28 패의 기록을 수집하였다. 칼턴은 필리스와 함께 야구에서 가장 지배적인 투수들 중의 하나로 되면서 241개의 경기들들 우승하고, 4개의 사이 영 상을 수상하며 자신의 이전 팀을 상대로 28 승 14 패의 기록을 수집하였다.

### 필라델피아 필리스
야구 파업으로 인하여 패해 온 시즌의 일부로서 숙고된 거창한 임무인 25개의 경기들을 우승하는 개인적 목적과 함께 칼턴은 1972년 시즌으로 들어갔고 필리스는 마지막 순위로 온 팀이었다. 그는 27개의 경기들을 우승하는 데 그치고, 30개의 완투 경기들을 투구하는 동안에 27승(모두 선발)(1931년 레프티 그로브, 1966년 샌디 쿠팩스와 역대 메이저리그 좌완 최다 선발승 타이)  10 패의 기록과 함께 한해를 끝냈다. 그는 346.1의 이닝들을 투구하고, 310명의 타자들을 스트라이크아웃 시키며 1.97의 방어율을 가졌다. 칼턴은 필리스의 59개의 승리들 중 45.8 퍼센트를 위하여 평가되었고, 한 포인트에 15개의 연속적 결정들을 우승하였다. 그는 만장 일치의 사이 영 상의 선발자였고, 내셔널 리그의 MVP를 위한 투표에서 5위를 하였다. 다음 시즌에 그는 1십 6만 달러 이상을 벌려고 하였다.
다음 몇개의 시즌들을 위하여 칼턴은 자신의 1972년 형성을 재포획하는 데 어려움을 찾아 3년의 순회에 44 승 47 패의 기록으로 갔다. 그러나 1975년 시즌의 중순을 통하여 필리스는 칼턴의 친구이자 전 동료 선수 팀 맥카버를 다시 데려왔다. 1976년 칼턴은 20개의 경기들을 우승하고, 1977년 내셔널 리그의 사이 영 상 수상자로서 23개의 우승과 2.64의 방어율과 함께 리그를 이끌었다. 그 양시즌에 필리스는 101개의 정규 시즌 경기들을 우승하고, 내셔널 리그 챔피언십 시리즈에 도달하였다.
1980년 칼턴은 2.34의 방어율과 자신의 3번째 사이 영 상과 함께 24개의 우승, 304개의 이닝과 286개의 스트라이크아웃과 함께 리그를 이끌었다. 그는 또한 필리스가 자신들의 첫 월드 시리즈 챔피언십으로 이끄는 데 캔자스시티 로열스를 상대로 월드 시리즈의 2번째와 6번째 경기들을 우승하여 공식 이후의 시즌에 빛을 내기도 하였다. 1982년 칼턴은 4개의 사이 영 상을 수상하는 데 첫 투수가 되었으며, 23 승 11 패로 가면서 19개의 완투 경기, 295.2의 이닝, 286개의 스트라이크아웃과 6개의 완봉에서 내셔널 리그를 이끌었다. 그 일은 또한 자신이 내셔널 리그의 올스타로 되는 최종적 시즌으로 증명하였고, 15 승 16 패의 정규 시즌 기록에 불구하고 칼턴은 내셔널 리그 챔피언십 시리즈 대 로스앤젤레스 다저스 경기에서 0.66의 방어율과 함께 2 대 0으로 갔다.
1985년 시즌이 오기 전에 칼턴은 40세가 되어 3.33의 방어율에 불구하고 1 승 8 패 만으로 갔다. 다음 시즌을 6.18의 방어율과 4 승 8 패로 간 후, 칼턴은 필리스에 의하여 나오게 되었다.

### 샌프란시스코 자이언츠
필리스에 의하여 나온지 1주 후에 칼턴은 샌프란시스코 자이언츠와 함께 계약을 맺었다. 1986년 8월 5일 자이언츠의 일원으로서 칼턴은 신시내티 레즈의 에릭 데이비스를 상대로 자신의 4000번째 스트라이크아웃을 기록하였다. 하지만, 그는 이틀 후에 나오게 되었고 자이언츠와 함께 1 승 3 패 만으로 갔다.

### 시카고 화이트삭스
칼턴은 그러고나서 시카고 화이트삭스와 계약을 맺어 자신의 경력에서 처음으로 아메리칸 리그에서 투수를 맡았다. 그는 화이트삭스를 위한 범위에 3.69의 방어율과 함께 4 승 3 패로 갔다.
다음 시즌에 그는 클리블랜드 인디언스와 자유 계약 선수로서 계약을 맺었고, 이적의 최종 기한에 미네소타 트윈스로 이적되었다.

### 미네소타 트윈스
칼턴은 6.70의 방어율과 함께 1 승 5 패 만으로 갔으며, 트윈스의 공식 이후의 시즌의 로스터에 그만 두어졌다. 그는 트윈스가 자신의 전팀 카디널스를 7개의 경기들에서 꺾으면서 자신의 3번째 월드 시리즈 반지를 얻었다.
트윈스는 1988년 시즌을 위하여 칼턴을 다시 데려오려고 결정하였으나 그의 첫 달에 16.76의 방어율과 함께 0 승 1 패로 간 후, 팀은 결국 내보내고 말았다. 칼턴은 4월 23일 자신의 마지막 출연을 하여 5개의 이닝에서 8개의 득점과 9개의 안타들을 포기하였다.

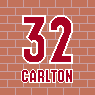
필라델피아 필리스에 의하여 영구 결번된 칼턴의 등번호 32

## 영예
329승과 4136개의 경력 스트라이크아웃과 함께 칼턴의 등번호 32번은 1989년 7월 29일 필리스에 의하여 "스티브 칼턴의 밤"에 영구 결번되었는데 현대 야구가 시작된 1900년 이후 데뷔한 투수 중  326선발승으로 통산 선발승 7위에 랭크되어 있다. 그는 1994년 투표의
95.8 퍼센트와 함께 미국 야구 명예의 전당으로 헌액되었다.
1998년 그는 스포팅 뉴스의 100명의 위대한 야구 선수들 중의 30위로 랭킹에 들어왔다. 그는 역사상 많은 승리를 얻은 투수들 중에 있고, 왼손 잡이 투수들을 위한 몇몇의 메이저 리그 기록들을 보유하였다.

## 같이 보기
- 3000 탈삼진 클럽

1. ↑  장현구 (2020년 6월 11일). “MLB 26연패·NPB 18연패…프로야구 최다연패 35년 만에 깨질까”. 연합뉴스. 2021년 3월 9일에 확인함.